# 門間久男
門間 久男（もんま ひさお、1930年10月5日 - 2002年4月6日）は、日本の詩人。日本現代詩人会会員。
秋田県八郎潟町出身。1945年、国鉄新潟養成所を経て、秋田大久保駅に勤務。16歳のとき、作品が雑誌『新鉄文化』に掲載。1948年、八王子の詩人 青山鶏一（小川富五郎）に憧れ、八王子に住むことを決意。1949年、国鉄職員になるも人員整理により解雇される。1950年、短編小説「破損馬一個」が『秋田魁新聞』新年募集文芸に入選。ホテルのボーイ風呂屋の釜焚きなど転々としながら、1952年八王子に転居。三好豊一郎らと共に「La・cloche」に参加。1953年「JAP」「現代詩評論」に参加。電話工事請負業を始め「門間組」を作る。
1961年、八王子市立加住中学校校長に依頼され、学校用務の手伝いを始める。1963年、八王子市教育委員会に正式採用となり、加住中学用務員となる。（用務員でありながら文芸部の顧問となり、生徒からは「門間先生」と呼ばれていた。また、体育の鉄棒などで実技を見せていた）1965年、八王子市営甲の原霊園の官舎に家族で移り、霊園管理に従事。1968年『現実と超現実』 （7号より『現実超現実』）刊行。1970年『楯』創刊に参加。1992年、八王子市役所定年退職と同時に小岩に移転。1993年、葛飾に移転。板橋詩人会『橋』に参加。1997年『AVRIL』創刊に参加。1999年『詩区』に参加。親友であった詩人須藤伸一の祖父須藤南翠に感化され、自分の戒名を「南翠惟喬」とする（実際の戒名は「喬」の口の部分が半）

## 著書
- 『劇場』表現社、1966年。国立国会図書館サーチ：R100000136-I1130000796905637888。
- 『朝と夢』双身社、1976年。国立国会図書館サーチ：R100000002-I000001255535。
- 『紙の花』近文社、1978。
- 『行行子』Van書房、1982年。国立国会図書館サーチ：R100000002-I000001603471。
- 『岸辺のひととき』現実超現実誌発行所、1983年。国立国会図書館サーチ：R100000002-I000001659436。
- 『斜塔』 (日本詩人叢書19）近文社、1987。
- 『葛飾ブルース』無人館、2000。

## 舞台
- 『聖モニカ』劇団「可否の会」第16回公演 1970

演出：三上左京 出演：依田英助 村瀬正彦 杉田郁子 制作：俳協（東京群像座スタジオ）
- 『霊園慕情』（原題「つきまとう卍」）劇団「可否の会」第20回公演 1974

演出：三上左京 出演：依田英助 松岡洋子 打物：仙波清彦（東芸劇場）